# Incident impliquant le directeur adjoint de la sécurité de l'ambassade d'Israël à Amman
 (décembre 2021).
L'agression du directeur adjoint de la sécurité de l'ambassade d'Israël à Amman a lieu le 23 juillet 2017, il s'agit d'un incident impliquant le directeur adjoint de la sécurité de l'ambassade d'Israël à Amman, en Jordanie, qui abat deux Jordaniens après avoir été agressé par l'un d'eux dans un appartement appartenant à l'ambassade.
Selon le ministère israélien des Affaires étrangères, le responsable est attaqué avec un tournevis, puis abat l'assaillant. Un propriétaire jordanien est également abattu par inadvertance par le fonctionnaire. L'agresseur est un menuisier venu installer des meubles dans un appartement loué par l'ambassade à l'intérieur ou à proximité de l'enceinte de l'ambassade d'Israël.
L'enquête de la Direction de la sécurité publique de Jordanie (en) conclut que la cause de l'altercation initiale est un différend concernant la livraison tardive de meubles. Israël nie cela.

## Contexte
Les tensions entre Israël et la Jordanie s'élèvent après la fusillade du mont du Temple (en) du 14 juillet 2017; de nouvelles mesures de sécurité et des émeutes suivent la fusillade. Le porte-parole du gouvernement jordanien condamne la fermeture par Israël du mont du Temple et de la mosquée Al-Aqsa et les appelle à les rouvrir immédiatement aux fidèles. Par la suite, après avoir critiqué Israël pour ne pas l'avoir fait, le roi Abdallah II, lors d'un appel téléphonique le 16 juillet avec le Premier ministre israélien Benyamin Netanyahou, condamne l'attaque, appelle au calme et à la réouverture d'Al-Aqsa. Le 16 juillet, l'Assemblée nationale critique la fermeture du mont du Temple et organise un service de prière en l'honneur des assaillants. Atef Tarawneh (en), le président de la Chambre des représentants fait l'éloge des assaillants, les qualifiant de "martyrs qui défendaient les Palestiniens", tout en accusant "l'occupation israélienne" d'être la raison de l'attaque.
Vendredi 21 juillet, une manifestation est organisée à Amman par des groupes islamistes et de gauche contre les nouvelles mesures de sécurité sur le mont du Temple.

## Fusillade
Le 23 juillet, le directeur adjoint de la sécurité de l'ambassade d'Israël à Amman, en Jordanie, est attaqué avec un tournevis. Le fonctionnaire tire ensuite et tue l'agresseur. Un propriétaire jordanien est également abattu par inadvertance et plus tard déclaré mort. L'agresseur est un menuisier venu installer des meubles dans un appartement loué par l'ambassade à l'intérieur ou à proximité de l'enceinte de l'ambassade d'Israël.
L'agresseur est identifié comme étant Mohammed Jawawdeh, 17 ans, et le propriétaire, le chirurgien orthopédiste Bashar Hamarneh,,.

## Affrontement diplomatique
La Jordanie refuse d'autoriser l'évacuation du personnel de l'ambassade israélienne, ce qui entraîne une crise diplomatique,. Citant la Convention de Vienne sur les relations diplomatiques, Israël refuse toute enquête sur l'officier de sécurité. 30 membres du personnel de l'ambassade d'Israël, y compris le garde blessé, restent dans l'ambassade qui est encerclée par les forces jordaniennes.
Dans la soirée du 24 juillet, un appel téléphonique a lieu entre Benyamin Netanyahou et Abdallah II de Jordanie au cours duquel le roi demande que les détecteurs de métaux soient retirés du mont du Temple. Plus tard dans la soirée, la Jordanie autorise le personnel de l'ambassade, y compris l'officier de sécurité blessé, à retourner en Israël. Haaretz a rapporte que le personnel est autorisé à partir après avoir rendu compte de l'incident aux autorités jordaniennes en présence du personnel de l'ambassade. Plus tard dans la nuit, les autorités israéliennes retirent les détecteurs de métaux de l'entrée du mont du Temple.
Selon un article du 27 juillet du journal jordanien Al-Rad, la Jordanie refuse d'autoriser le retour de l'ambassadrice israélienne et de son personnel en Jordanie à moins qu'Israël ne fournisse des garanties officielles que l'officier de sécurité sera jugé. Plus tard dans la journée, le roi Abdallah II dénonce le comportement de Netanyahou et demande que l'officier de sécurité soit jugé,. Tout en transmettant les condoléances royales à la famille de l'agresseur, les représentants du monarque jordanien déclarent que la Jordanie considère à la fois l'attaque et le meurtre de l'agresseur comme un crime .

## Enquête
Les enquêtes jordanienne et israélienne diffèrent. Selon l'enquête de la Direction de la sécurité publique de Jordanie (en), l'adolescent jordanien a attaqué l'officier de sécurité israélien et l'a blessé, à la suite d'une dispute verbale sur la livraison tardive de meubles. L'officier de sécurité blessé a alors tiré sur l'agresseur.
D'un autre côté, Ziv, le garde de sécurité israélien, affirme que l'attaque a été motivée par le nationalisme. Des sources politiques israéliennes déclarent à Ynet que, selon une enquête initiale, il semble que l'agent de sécurité se soit comporté correctement dans les circonstances. L'agent de sécurité a été poignardé à trois reprises, deux fois dans le dos et une fois à la poitrine. Les sources déclarent également que le propriétaire a été touché après que Ziv ait trébuché lorsque l'agresseur s'est glissé derrière lui. Ynet affirme qu'Israël s'est excusé auprès des jordaniens pour sa mort et verserait une compensation financière à la famille. Cependant, aucune excuse publique n'a été émise.

## Conséquences
Parallèlement à la tentative d'évacuation de la mission diplomatique israélienne, l'événement est censuré par les renseignements israéliens (en) le soir et la nuit de l'incident,.
Des pèlerins juifs ultra-orthodoxes à la tombe d'Aaron en Jordanie affirment que la nuit de l'incident, la police jordanienne aurait fait une descente dans l'hôtel où ils séjournaient et aurait interdit aux membres du groupe de prier en disant que la prière juive est interdite en Jordanie, menaçant les touristes d'arrestation s'ils priaient. En outre, les Jordaniens auraient confisqué des accessoires religieux tels que les tephillins et les talits. Une vingtaine de membres du groupe se sont vu interdire par la police de quitter leur hôtel. Le ministère israélien des Affaires étrangères déclare alors qu'il est en contact avec le groupe et leur avait conseillé de garder un profil bas,.
En novembre 2017, Israël aurait menacé de suspendre le projet de canal de la mer Rouge à la mer Morte jusqu'à la réouverture de l'ambassade,. Le ministre jordanien des Affaires médiatiques, Mohammed Momani, déclare que la Jordanie n'autorisera pas la réouverture de l'ambassade tant que l'agent de sécurité n'aura pas été traduit en justice.

## Réactions
La famille de l'agresseur organise une manifestation à Amman dans la nuit suivant l'incident, appelant à l'application de la peine de mort contre le responsable de la sécurité israélienne et à l'expulsion de l'ambassadeur israélien. En réponse, Oren Hazan, membre de la Knesset israélienne tweete "nos voisins de l'est jusqu'au Jourdain, dont nous protégeons le derrière jour et nuit, et à qui nous donnons de l'eau, ont besoin d'une rééducation. Cela commence à ressembler à un au revoir.",.
La famille de l'agresseur exige que la peine de mort soit infligée à l'officier israélien. Le père de l'agresseur décrit son fils comme un "martyr", même s'il n'était pas sûr que son fils puisse mener une attaque à motivation politique.
Lors des funérailles de l'agresseur, le 25 juillet, qui ont lieu dans le camp de réfugiés palestiniens d'Al-Wehdat, la foule scande "Mort à Israël". Le drapeau d'Israël est peint sur le sol avant l'entrée de la tente de deuil de Jawawdah, afin que les personnes en deuil marchent sur le drapeau avant d'entrer dans la tente. Le père de l'agresseur, Zakaria Jawawdah, déclare qu'il est prêt à annuler ses demandes d'enquête si Israël supprimait les mesures de sécurité sur le mont du Temple. La famille du docteur Hamarneh, place également un drapeau israélien devant l'église où ont lieu les funérailles.
Des manifestants à Amman se rassemblent le vendredi 28 juillet autour de l'ambassade, certains criant "mort à Israël" et exigeant l'annulation du traité de paix avec Israël. Les forces de sécurité jordaniennes tentent de disperser les manifestants qui veulent voir le procès officiel.